# Малые Озёрки (Новобурасский район)
Ма́лые Озёрки — село в Белоярском муниципальном образовании Новобурасского района Саратовской области России.

## География
Село расположено в 86 км на север от Саратова.

## История
До 24 апреля 2013 года были административным центром Малоозёрского муниципального образования.
24 апреля 2013 года Малоозёрское муниципальное образование вошло в состав Белоярского муниципального образования.

## Население
| 2002 | 2010 |
| ---- | ---- |
| 375  | ↘329 |

## Инфраструктура
В селе действуют основная школа, детский сад, в селе 4 улицы (Колхозная, Новая, Рабочая, Шарковых).

## Известные люди
В селе родился Харлампий Павлович Сыров (1911—1972) — советский геолог, нефтяник, заслуженный деятель науки и техники БАССР (1957), кавалер орденов Ленина (1952), Трудового Красного Знамени (1948), «Знак Почёта» (1944).
Нечаев Иван Степанович (1908 - 1943) - начальник штаба 15 гвардейского воздушно десантного стрелкового полка 4 Гвардейской Воздушно Десантной Дивизии. 